# Elkhovo (obchtina)
Pour l’article homonyme, voir Elkhovo.
La commune de Elkhovo (en bulgare Община Елхово - Obchtina Elkhovo) est située dans le sud-est de la Bulgarie.

## Géographie
La commune de Elkhovo est située dans le sud-est de la Bulgarie, le long de la frontière avec la Turquie et à 325 km à l'est-sud-est de la capitale Sofia.
Son chef lieu est la ville de Elkhovo et elle fait partie de la région administrative de Yambol.
| 1975   | 1985   | 1992   | 2001   | 2005   | 2010   |
| ------ | ------ | ------ | ------ | ------ | ------ |
| 27 537 | 25 524 | 23 995 | 20 552 | 18 753 | 16 332 |

,

## Administration

### Structure administrative
La commune compte 1 ville et 21 villages :
| - ville d'Elkhovo - village de Borissovo - village de Boyanovo - village de Dobritch - village de Golyam Dérvént | - village de Granitovo - village de Izgrév - village de Jrébino - village de Kirilovo - village de Lalkovo | - village de Lessovo - village de Malak Manastir - village de Malko Kirilovo - village de Malomirovo - village de Mélnitsa (bg) | - village de Ptchéla - village de Razdél - village de Slaveïkovo - village de Stroïno - village de Tchérnozém | - village de Trankovo - village de Valtcha Polyana |

### Maires
- Pétar Kirov (Liste d'union Gerb - DSB - UPA)

### Jumelages
La commune d'Elkhovo est jumelée avec les collectivités territoriales suivantes :
- Trigono (Grèce)

## Galerie

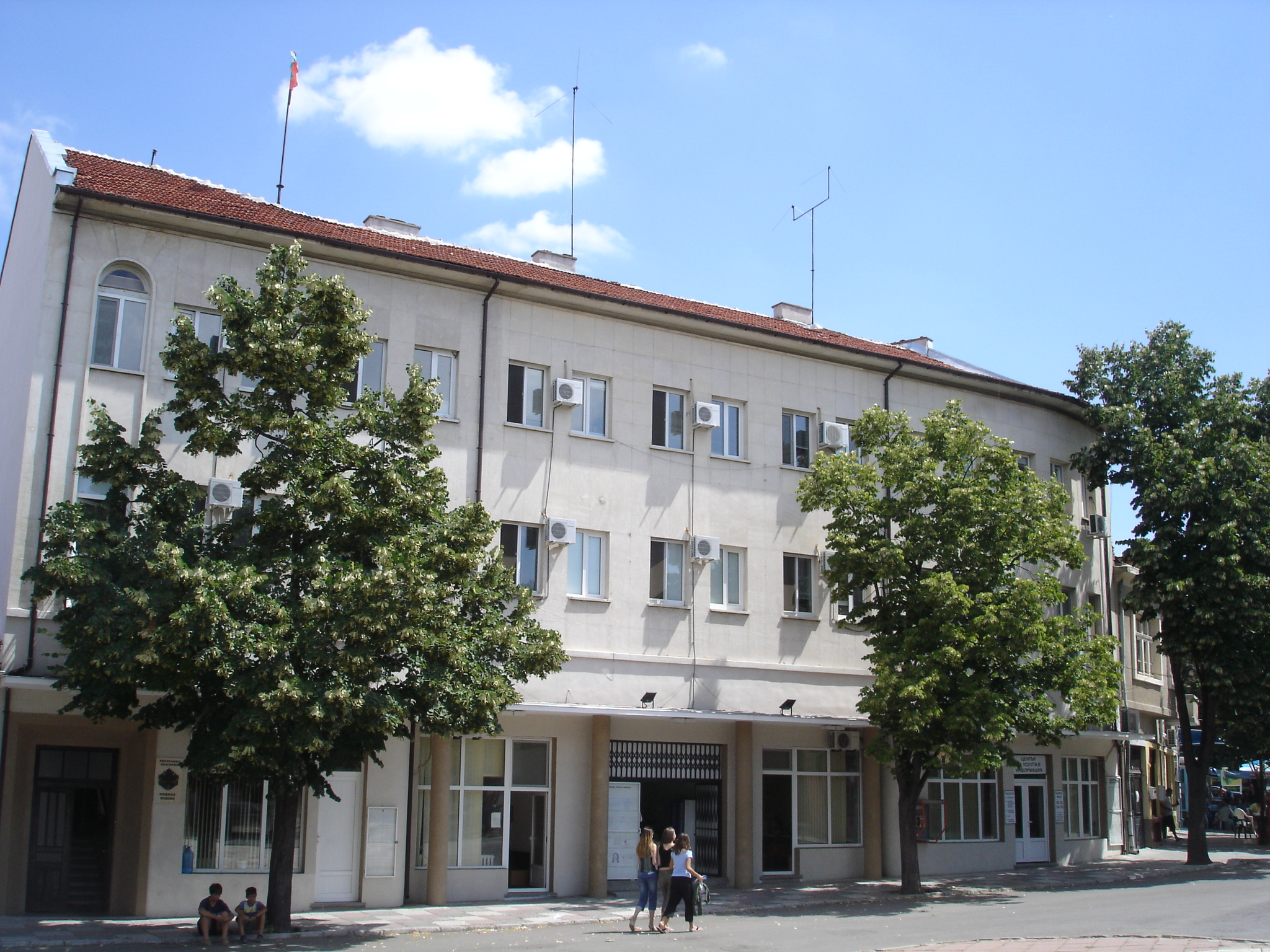
La mairie d'Elkhovo
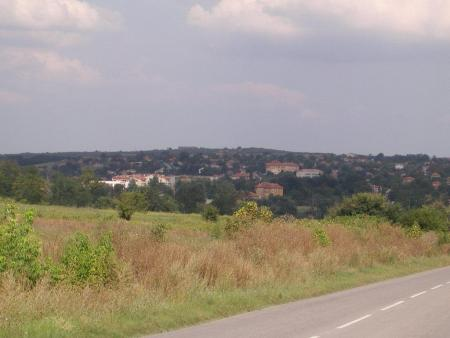
Le village de Boyanovo
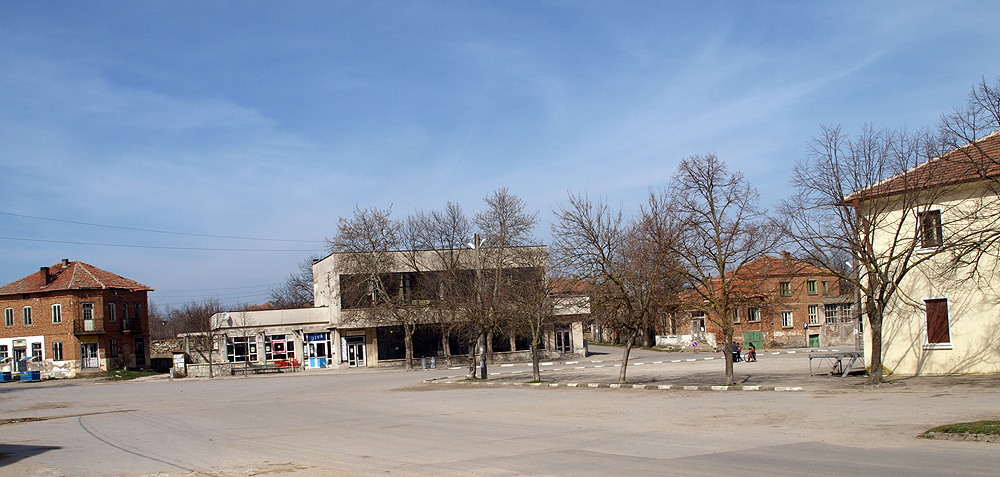
La place centrale de Lessovo
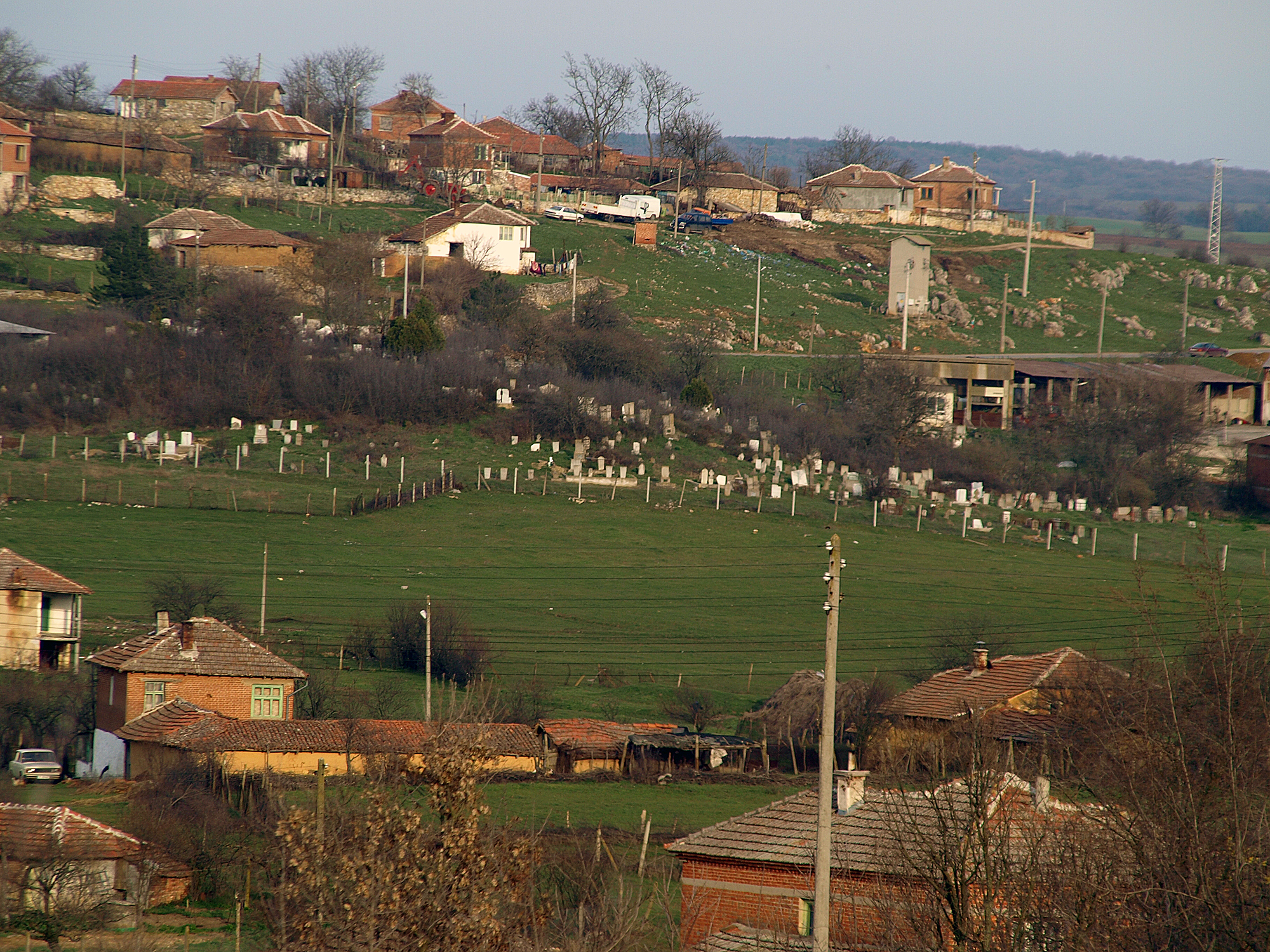
Vue du village de Mélnitsa
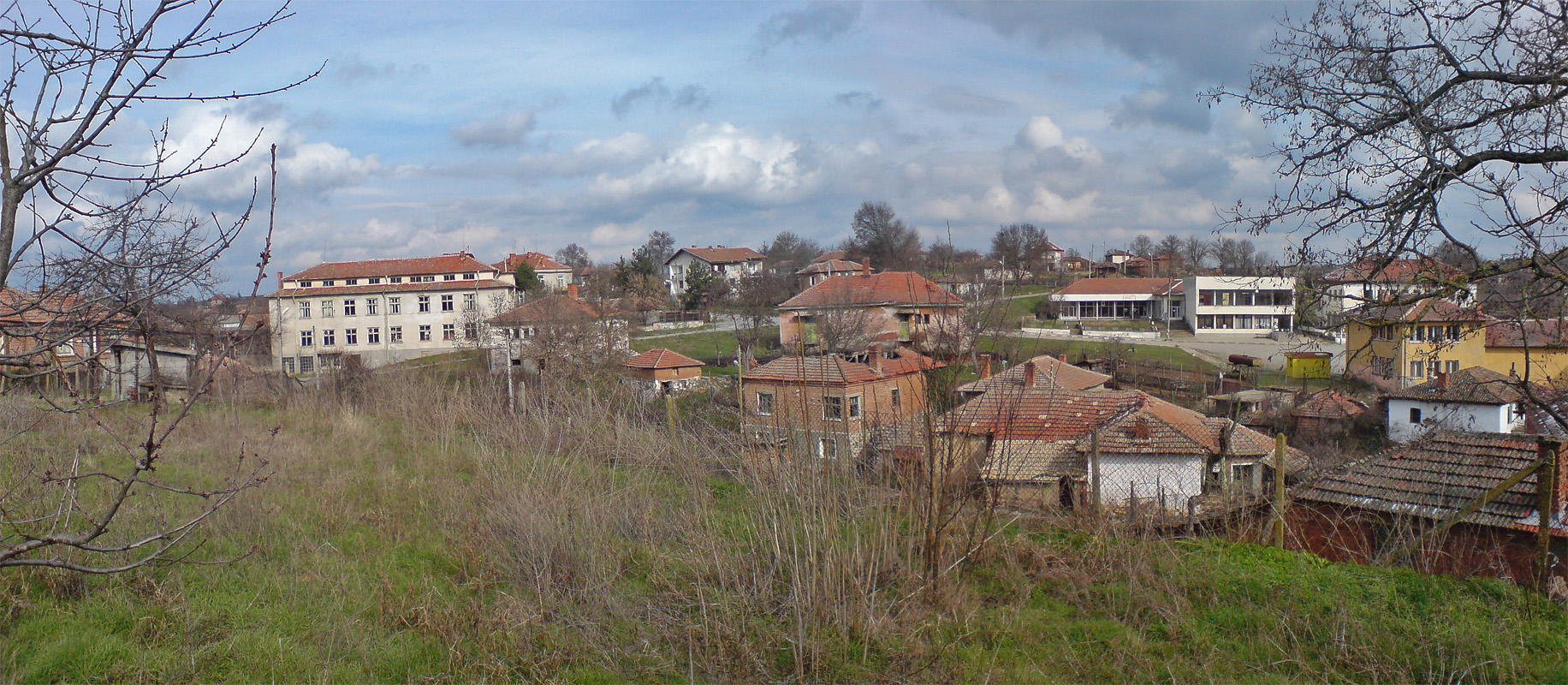
Vue du centre du village de Razdél